# Efféminement
L'efféminement est le fait d'avoir des traits et des manières qui sont le plus souvent associés avec la conduite, le style et les comportements féminins plutôt que masculins. Ces traits comprennent les rôles, les stéréotypes, les comportements et les apparences socialement associés aux femmes et aux filles. Tout au long de l'histoire, les hommes considérés comme efféminés ont été victimes de préjugés et de discrimination. Les hommes gays sont souvent stéréotypés comme étant efféminés, et vice versa. Cependant, la féminité, la masculinité et d'autres formes d'expression sexuelle sont indépendantes de l'orientation sexuelle.

## Terminologie
Effeminate vient du latin effeminātus, du préfixe factif ex- et femina « femme » ; cela signifie « faite féminine, émasculée, affaiblie ». Un autre terme latin est mollities, qui signifie « douceur ».

## Histoire

### Grèce antique et Rome

#### Grèce
L'historien grec Plutarque raconte que Périandre, le tyran d'Ambracie, a demandé à son « garçon » : « N'es-tu pas encore enceinte ? ». En présence d'autres personnes, le garçon le tue pour se venger d'avoir été traité comme une efféminée ou une femme (Amatorius 768F).
Quand Aeschines a été accusé de trahison par les Athéniens Timarque et Démosthène en 346 av. J. -C. , il a intenté une contre-poursuite alléguant que Timarque s'était prostitué (ou avait été « gardé » par) d'autres hommes (Contre Timarque). Il attribuait aussi à Démosthène le surnom de Battalos (« le débauché (efféminé) », mais aussi « le derrière ») à sa « virilité et à sa kinaidiā » et commente souvent son « tempérament masculin et féminin », critiquant même ses vêtements : « Si quelqu'un vous enlevait ces petits manteaux et ces chemises douces... et les apportait aux jurés pour qu'ils les manipulent, je pense qu'ils seraient tout à fait incapables de dire, s'ils n'avaient pas été prévenus à l'avance, s'ils tenaient un vêtement d'homme ou un vêtement de femme. ».

En grec ancien de Koine, le mot pour efféminé est κίναιδος (kinaidos) (cinaedus dans sa forme latinisée), ou μαλακός (malakoi) : un homme « dont la caractéristique la plus importante était un amour supposé 'féminin' d'être sexuellement pénétré par d'autres hommes » :
Un cinaedus est un homme qui se travestit ou flirte comme une fille. En effet, l'étymologie du mot suggère un acte sexuel indirect imitant une femme promiscuite. Ce terme a été emprunté au grec kinaidos (qui lui-même peut provenir d'une langue des Grecs Ioniens d'Asie Mineure, signifiant essentiellement un danseur purement efféminé qui divertissait son public avec un tympan ou un tambourin à la main, et adoptait un style lascif, se balançant souvent de manière suggestive les fesses de manière à suggérer des rapports anaux... Le sens premier du cinaedus ne s'est jamais éteint, le terme n'est jamais devenu une métaphore morte.
Le grec tardif Erôtes (« Amours », « Formes du désir », « Affaires du coeur »), conservé avec des manuscrits par Lucien, contient un débat « entre deux hommes, Charicles et Callicratidas, sur les mérites relatifs des femmes et des garçons comme véhicules du plaisir sexuel masculin. » Callicratidas, « loin d'être efféminé par sa prédilection sexuelle pour les garçons... L'inclination de Callicratidas le rend hyperviril... Le désir sexuel de Callicratidas pour les garçons fait donc de lui un homme ; il n'affaiblit ni ne subvertit son identité masculine, mais la consolide. » En revanche, « la préférence érotique de Charicles pour les femmes semble avoir eu l'effet correspondant de l'efféminiser : lorsque le lecteur le rencontre pour la première fois, par exemple, Charicles est décrit comme faisant preuve d'un « usage habile des cosmétiques, afin d'attirer les femmes ».

#### Rome
Le raffinement excessif, les beaux vêtements et autres biens, la compagnie des femmes, certains métiers et l'affection excessive pour les femmes étaient considérés comme des traits efféminés de la société romaine. Adopter une position sexuelle inappropriée, passive ou « inférieure », chez les personnes du même sexe était considéré comme efféminé et contre nature. Toucher la tête avec un doigt et porter un bouc étaient également considérés comme efféminés.
Le consul romain Scipion Aemilianus interrogea l'un de ses adversaires, P. Sulpicius Galus : « Pour le genre d'homme qui s'orne tous les jours devant un miroir, parfumé ; dont les sourcils sont rasés; qui se promène la barbe et les cuisses épilées ; qui, jeune homme, s'allonge aux banquets près de son amant, vêtu d'une tunique à manches longues ; qui aime les hommes comme il aime le vin : peut-on douter qu'il ait fait ce que font les Chinois ? ».
L'orateur romain Quintilien a décrit « le corps épilé, la marche brisée, les vêtements féminins », comme « les signes d'un homme doux [mollis] et non pas un vrai homme ».
Pour les hommes romains, la masculinité signifiait aussi la maîtrise de soi, même face aux émotions douloureuses, aux maladies ou à la mort. Cicéron dit : « Il y a des préceptes, même des lois, qui interdisent à un homme d'être efféminé dans la douleur. », et Sénèque ajoute : « Si je dois être malade, ce sera mon désir de ne rien faire de façon incontrôlable, rien de façon efféminée. ».
Dans ses Commentaires sur la guerre des Gaules, Jules César écrivait que les Belges étaient les plus braves de tous les Gaulois parce que « les marchands y ont le moins recours et importent les choses qui tendent à efféminer l'esprit ».
L'empereur Marc-Aurèle considérait évidemment l'efféminence comme un trait indésirable, mais il n'est pas clair à quoi ou à qui il faisait référence.